# Bastian Doreth
Sebastian Doreth (Núremberg, 8 de junio de 1989) es un jugador alemán de baloncesto. Mide 1,83 metros de altura y ocupa la posición de Base. Pertenece a la plantilla del medi Bayreuth de la BBL alemana. Es internacional absoluto con Alemania.

## Carrera
Doreth creció en Núremberg y asistió entre otros al Bertolt Brecht-Schule-Nürnberg. Jugó desde 2006 en el Falke Nürnberg junior. En la 2007-2008 entró en la dinámica del equipo de la 2.Basketball Bundesliga del Nürnberger Basketball Club, aunque acabaron descendiendo. En la temporada 2008-2009, Doreth ya pertenecía al primer equipo y fue premiado como "Joven del Mes", en marzo de 2009. A pesar de quedar penúltimos se mantuvieron en la liga por la renuncia de otros equipos. En la siguiente temporada, la 2009/10, Doreth fue declarado en marzo de 2010 de nuevo "Joven del Mes". A Final de la temporada dejó Núremberg.
A pesar de tener una propuesta del Brose Baskets, firmó tres años con FC Bayern de Múnich (baloncesto). En la temporada 2010-2011, Doreth, tenía el papel de ser el base suplente de Steffen Hamann, pero después de diversas lesiones de Hamann y de otros jugadores, jugó más minutos. Gracias a ello, fue dos veces "Joven del Mes" y al final de la temporada obtuvo el premio de "Joven del Año".
Tras ascender de categoría y subir a la Basketball Bundesliga, sus minutos se redujeron notablemente. Con el fin de que dispusiera más minutos, renovó con Bayern 3 años y fue cedido al TBB Trier primero y al Artland Dragons después, donde ha estado los 2 últimos años.
En 2015, tras finalizar su contrato con el Bayern, firmó con el medi Bayreuth.

## Selección nacional
Convocado por Svetislav Pešić en 2012, jugó sus primeros partidos como internacional en la fase de clasificación para el Eurobasket 2013